# Indonesia ai Giochi della XVI Olimpiade
L'Indonesia ha partecipato ai Giochi della XVI Olimpiade che si sono svolti a Melbourne dal 22 novembre all'8 dicembre 1956 
con una delegazione di 22 atleti, di cui 2 donne, impegnati in 6 discipline,
senza aggiudicarsi medaglie.

## Risultati

### Calcio
| Atleta | Classifica |                      |
| --- | --- | -------------------- |
| V · D · M Nazionale olimpica indonesiana · Calcio ai Giochi Olimpici Estivi 1956 1 Saelan · 2 Paidjo · 3 Siregar · 4 Thio H. T. · 5 Rashjid · 6 Sidhi · 7 Kwee K. S. · 8 Ramlan Yatim · 9 Tan L. H. · 10 Sudjana · 11 Kasmoeri · 12 Ramang · 13 Ramli Yatim · 14 Dhalhar · 15 Danu · 16 Dana · 17 Witarsa · 18 Arifin · 19 Phwa S. L. · 20 Jusron · CT : Pogačnik | 5° |                      |
| Nazionale olimpica indonesiana · Calcio ai Giochi Olimpici Estivi 1956 | |                      |
| 1 Saelan · 2 Paidjo · 3 Siregar · 4 Thio H. T. · 5 Rashjid · 6 Sidhi · 7 Kwee K. S. · 8 Ramlan Yatim · 9 Tan L. H. · 10 Sudjana · 11 Kasmoeri · 12 Ramang · 13 Ramli Yatim · 14 Dhalhar · 15 Danu · 16 Dana · 17 Witarsa · 18 Arifin · 19 Phwa S. L. · 20 Jusron · CT: Pogačnik                                                                                   | 1 Saelan · 2 Paidjo · 3 Siregar · 4 Thio H. T. · 5 Rashjid · 6 Sidhi · 7 Kwee K. S. · 8 Ramlan Yatim · 9 Tan L. H. · 10 Sudjana · 11 Kasmoeri · 12 Ramang · 13 Ramli Yatim · 14 Dhalhar · 15 Danu · 16 Dana · 17 Witarsa · 18 Arifin · 19 Phwa S. L. · 20 Jusron · CT: Pogačnik | Indonesia (bandiera) |